# Tjok Dessauvage

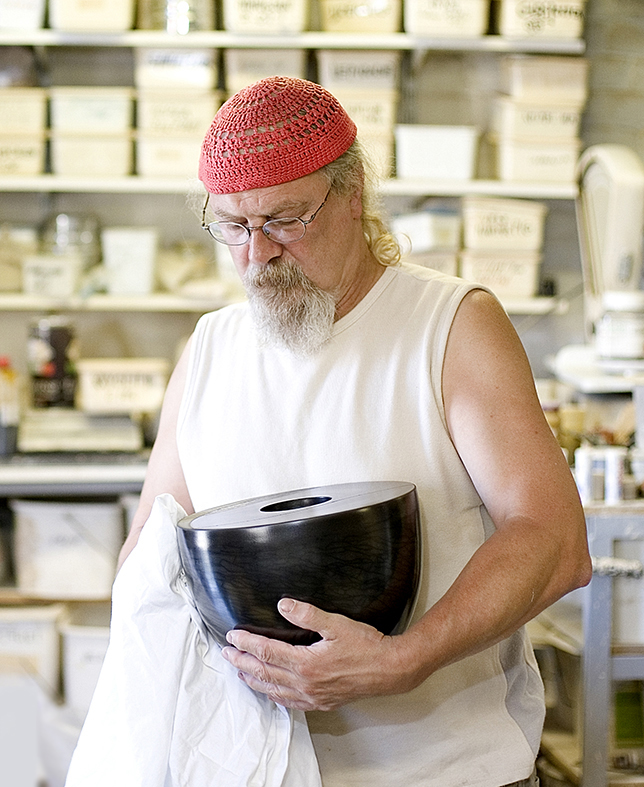
Tjok Dessauvage in zijn atelier.

Jacques (Tjok) Dessauvage (Izegem, 15 april 1948) is een Belgische keramist.

## Biografie
Hij volgde een opleiding aan het Hoger Instituut Sint-Lucas te Gent. Onder invloed van pionier Joost Maréchal koos hij definitief voor de keramiekkunst.
In de loop der jaren ging hij de komvorm steeds meer als communicatiemiddel gebruiken. De gesloten potten, vaak een halve bol of omgekeerde kegel, met een maximaal bruikbaar ‘leesvlak’ worden al snel zijn handelsmerk. Het oppervlak van de halfsferische opbjecten wordt beschreven met tekens en krassen, met kleur of inlegwerk. Door zijn ‘potten’ af te sluiten en hun bovenvlak te bewerken, vervalt het functionele aspect ervan.
Dessauvage is lid van the International Academy of Ceramics (Geneva). Hij is laureaat in de Grote Prijs van het Museo internazionale delle ceramiche  in Faenza, winnaar van de Grote Prijs van Tokio en kreeg de Henry Van de Velde Award voor zijn loopbaan.

## Werken in publieke ruimte (selectie)
- Sint-Eloois-Winkel, OC De Link
- Rollegem-Kapelle, Kerkplein
- Ledegem, WZC Rustenhove
- Lendelede, WZC Aksent

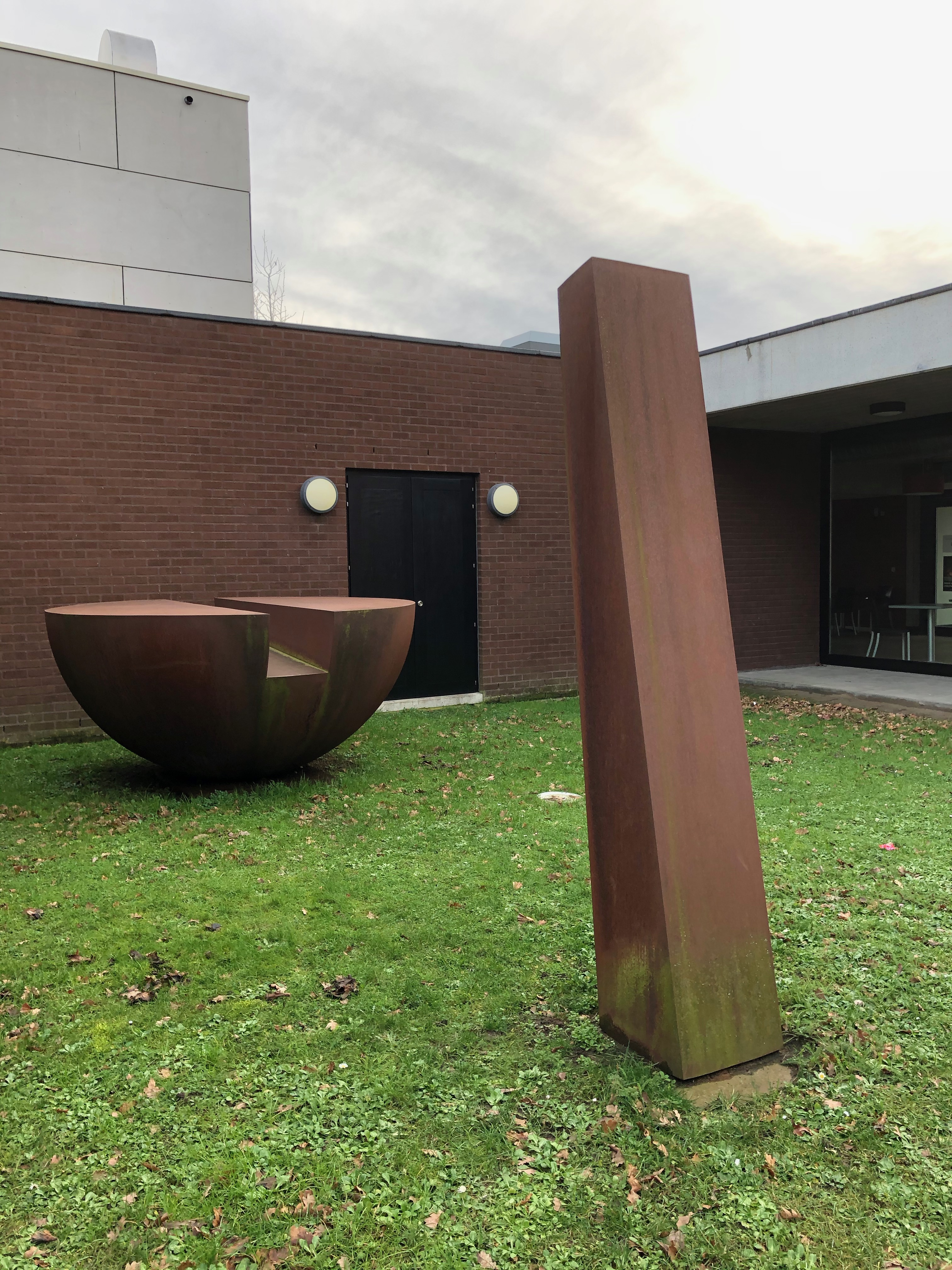
Werk in cortenstaal bij OC De Link, St-Eloois-Winkel

- Wevelgem - 't Goed ter Wynckele (Lichtsculpuur 'Energeya')